# Bruno Boscherie
Bruno Boscherie (Carpentras, 1951. február 22. –) olimpiai és világbajnok francia tőrvívó.